# Sowjetischer Badmintonpokal
Die Austragung eines sowjetischen Badminton-Pokals ist erstmals für 1975 nachgewiesen. Es wurden bei allen Wettbewerben jeweils Mannschaftswertungen getrennt für Damen- und Herrenteams ausgetragen.

## Die Sieger
| Jahr      | Herrenteam            | Damenteam             |
| --------- | --------------------- | --------------------- |
| 1975      | Burewestnik Gorki     | Meteor Dnepropetrowsk |
| 1976 1980 | keine Daten           | keine Daten           |
| 1981      | Meteor Dnepropetrowsk | DISI Dnepropetrowsk   |
| 1982      | keine Daten           | keine Daten           |
| 1983      | Burewestnik Gorki     | Avantgarde Moskau     |
| 1984 1985 | keine Daten           | keine Daten           |
| 1986      | Streitkräfte          | Avantgarde Moskau     |
| 1986 1991 | keine Daten           | keine Daten           |